# Nicolas Altstaedt

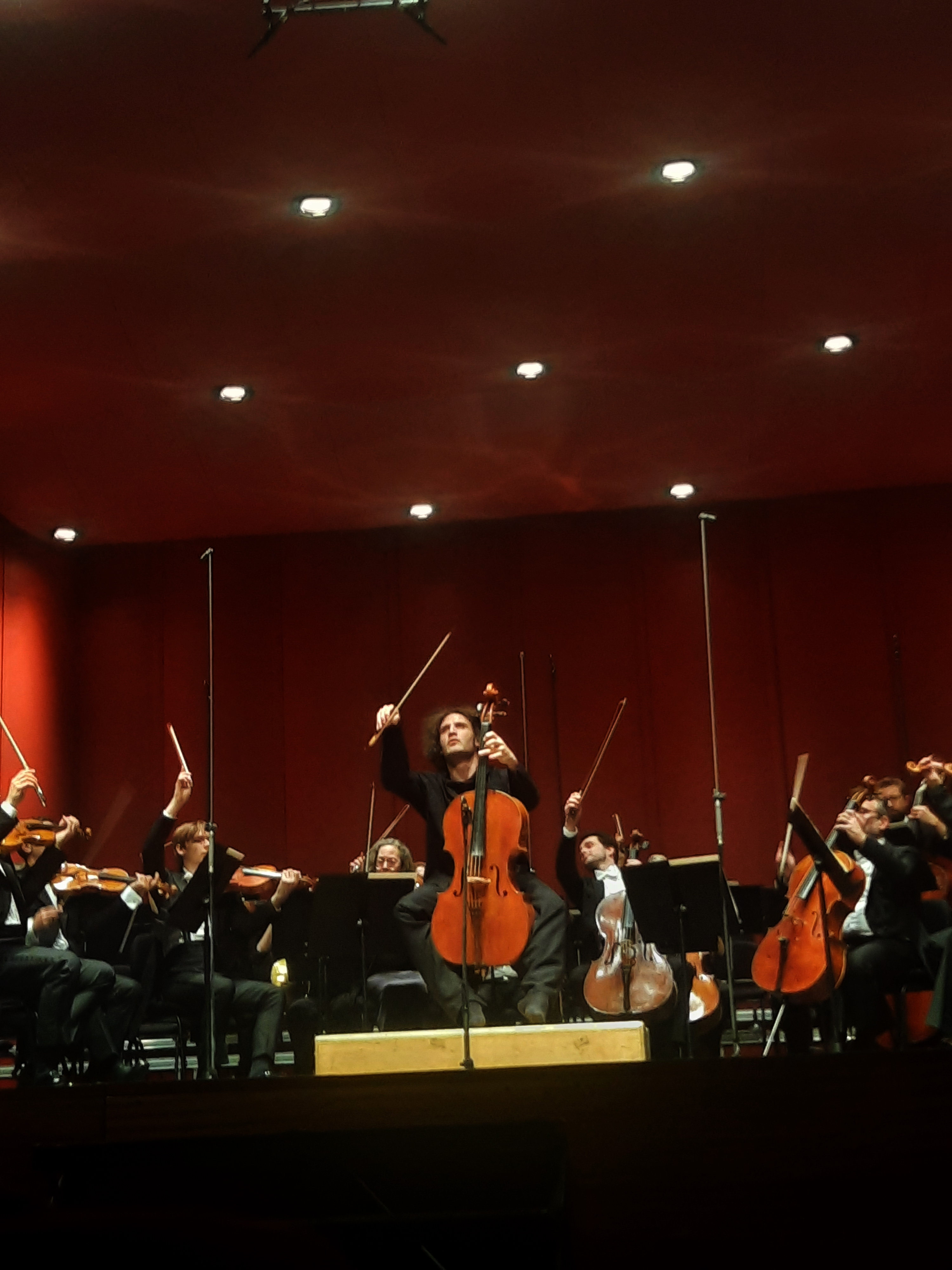
Nicolas Altstaedt (2023)

Nicolas Altstaedt (* 1982 in Heidelberg) ist ein deutsch-französischer Violoncellist.

## Leben und Wirken
Nicolas Altstaedt ist der Sohn deutsch-französischer Eltern. Sein Studium absolvierte er an Hochschule für Musik Hanns Eisler Berlin bei Boris Pergamenschtschikow und Eberhard Feltz. Er ist Preisträger von internationalen Wettbewerben, 2010 wurde er im Wiener Musikverein mit dem Credit Suisse Young Artist Award ausgezeichnet, woraufhin er mit den Wiener Philharmonikern unter Gustavo Dudamel beim Lucerne Festival debütierte. Außerdem wurde er in das BBC-Programm „New Generation Artist“ aufgenommen, das Auftritte und Aufnahmen mit allen BBC-Orchestern, Auftritte bei den Proms und in der Wigmore Hall einschließt. 2017/2018 war er Artist im Spotlight im Concertgebouw Amsterdam, 2018/2019 ist er Artist in Residence beim NDR Elbphilharmonie Orchester und 2019/20 beim SWR Orchester unter der Leitung von Teodor Currentzis.
Als Solist konzertierte Altstaedt mit Orchestern wie dem Orchester des Bayerischen Rundfunks und den Münchener Philharmonikern, dem London Philharmonic Orchestra, den Bamberger Symphonikern, dem Deutschen Symphonie-Orchester Berlin, dem Tonhalle-Orchester Zürich, den Wiener Symphonikern, dem Melbourne Symphony Orchestra, dem Tschaikowsky Symphonieorchester, dem Orchestre Philharmonique de Radio France, dem NHK Symphony Orchestra, dem National Symphony Orchestra Washington, dem Detroit Symphony Orchestra, dem Seattle Symphony Orchestra, dem Orchestre National de France, dem Philharmonischen Orchester Helsinki, der Tschechischen Philharmonie, der Kremerata Baltica und dem Simon Bolivar Orchester. Dies unter der Leitung von Dirigenten wie Sir Neville Marriner, Esa-Pekka Salonen, Krzysztof Urbanski, Robin Ticciati, Thomas Hengelbrock, Thomas Dausgaard, Lahav Shani, Emmanuel Krivine, Sir Roger Norrington, Mario Venzago, Vladimir Ashkenazy, Andrej Boreyko. Er konzertiert regelmäßig mit Ensembles der historischen Aufführungspraxis wie dem Orchestre de Champs-Elysées, Arcangelo, Il Giardino Armonico unter Philippe Herreweghe, René Jacobs, Andrea Marcon, Jonathan Cohen und Giovanni Antonini.
Zu seinen regelmäßigen Rezital- und Kammermusikpartnern gehören Janine Jansen, Vilde Frang, Fazıl Say, Alexander Lonquich, Lawrence Power, Pekka Kuusisto, Antoine Tamestit, Jonathan Cohen, Jean Rondeau und das Quatuor Ebene. Er war unter anderem zu Gast beim Rheingau Musik Festival, beim Schleswig-Holstein-Musikfestival, beim Lucerne Festival, beim Verbier Festival, beim Jerusalem Festival, den Londoner Proms sowie den Salzburger Festspielen und der Mozartwoche.
Altstaedt arbeitete u. a. mit den Komponisten Thomas Adès, Jörg Widmann, Matthias Pintscher, Sofia Gubaidulina und Bryce Dessner und HK Gruber. 2011 Jahr spielte er zum 85. Geburtstages des Komponisten György Kurtág dessen Doppelkonzert in Budapest, 2012 das Cellokonzert Versuchung zum 60. Geburtstag von Wolfgang Rihm. 2017 spielte er die finnische Premiere von Esa-Pekka Salonens Cellokonzert unter Leitung des Komponisten beim Helsinki Festival.
Seit 2012 ist Altstaedt künstlerischer Leiter des Kammermusikfestes Lockenhaus und seit 2015 künstlerischer Leiter der Haydn-Philharmonie. Seit 2016 lehrt er als Professor für Cello an der Berliner Hochschule für Musik Hanns Eisler.

## Diskografie
Sowohl seine Aufnahmen der Konzerte von Joseph Haydn, Carl Philipp Emanuel Bach, Mieczysław Weinberg und Dmitri Schostakowitsch als auch die erschienenen Weltersteinspielungen von Wilhelm Killmayer beim Label GENUIN wurden von der Fachpresse weltweit mit Begeisterung aufgenommen. Seine Aufnahme der Cello-Konzerte von Carl Philipp Emanuel Bach gewann den Concerto Award 2017 des BBC Music Magazine.

## Preise und Auszeichnungen (Auswahl)
- 2005 Preis des Deutschen  Musikwettbewerbes
- 2005 Domnick Preis Stuttgart
- 2006: Adam International Cello Competition New Zealand
- 2007 Margaret Dütschler Preis Gstaad
- 2009 Borletti Buitoni Trust
- 2010 Credit Suisse Young Artist Award
- 2010–2012 BBC New Generation Artist
- 2015: Beethoven-Ring der Bonner Gesellschaft Bürger für Beethoven[15]
- 2017: BBC Music Magazine Concerto Award[16]
- 2017: Edison Klassiek mit Fazil Say[17]
- 2018: Musikpreis der Stadt Duisburg[18]
- 2020 Gramophone Chamber Music Award Bartók, Veress
- 2022 Gramophone Chamber Music Award[19]